# 心理语言学
心理语言学是通过心理学来研究语言学的学科。他从心理过程和语言结构的对应关系来研究人类语言机制的构造和功能。从心理学的角度，它属于认知心理学；从语言学的角度，它属于实验语言学。

## 历史
心理语言学（Psycholinguistics）一词是1936年美国心理学家坎特在其著作《语法的客观心理学》中开始使用的。但是作为心理语言学成为一个学科的标志则是1953年在美国印第安纳大学举办的“心理语言学”讨论会，以及1954年奥斯古德和西比奥克在此基础上合编的《心理语言学——理论和研究问题概述》。
心理语言学在1950年代时，其理论基础主要是行为主义心理学。此时认为语言的学习就是不断的刺激、强化，儿童对语言的学习就是不断地对环境刺激做出反应，反复强化，形成语言习惯，从而形成语言行为。在语言教学中，注重于强调语法结构，忽视语义变化；强调句型练习。此时的心理语言学对语言行为进行了狭义的编码和译码研究，并且对语言与意义、人格、文化等问题进行了研究，并且对失语症和精神分裂症的语言病理进行了临床研究。
1957年，乔姆斯基发表了《句法结构》一书，提出生成语法理论，从而引起了心理语言学对人类利用语言时的心理过程的激烈讨论，研究的问题主要是：
- 语言运用的模式
- 语言结构和语义的储存与记忆
- 人脑对各种句子的处理

1959年，美国语言学家乔姆斯基撰文指出，虽然通过实验能够有效地支持对动物的行为进行刺激、反应和强化的解释，但是人类语言本身非常复杂，很难确定应该刺激什么和使什么发生反应，因此行为主义心理学关于语言的解释含糊不清，无法说明问题。此后心理语言学开始检验乔姆斯基的理论是否适用于心理学和实证语言学中心理世纪的研究和试验。多数心理语言学家的结论是，语言结构和使用它的人的心理实际结构之间存在着某种对应关系，但不见得是一一对应的。

## 研究範圍
心理语言学研究人类如何使用和学习语言，并且如何通过语言来表达思想，进行思维。它的研究基礎主要是來自心理學、認知科學、語言學的理論和研究方法。
語言學方面:
- 語音學及音韻學關注語言發音的問題。在心理語言學的範疇裏，則研究腦部如何理解及處理語言的聲音。

- 構詞學是研究字的結構，特別是有相同字根的字（例如：dog和dogs），以及產生這些字的規則。

- 句法學是研究語言的規則，以及文法。喬姆斯基提出轉換-生成語法的理論，令心理語言學的研究視句法學為語言中非常重要的研究對象。

- 語義學則處理字詞和句子的含意。

- 語用學就關注語言環境對語意理解的影響。

心理學方面：
心理語言學主要集中研究認字和閱讀的過程，去了解人類思維的運作。而認知心理學中運作記憶（Working Memory）模型則成為心理語言學研究人類在處理語言（聽、講、讀、寫四方面）的研究基礎方向。
而發展心理語言學則集中研究幼兒及小童如何學習語言，通常使用實驗方法或量性研究去進行研究。（相對於讓·皮亞傑以自然觀察的方法去研究兒童認知發展）
心理语言学关注的是大脑理解和产生语言所经历的计算和过程的本质。例如，队列模型试图描述当一个人听到或看到语言输入时，如何从心理词典中检索单词。
最近一项使用新型非侵入性成像技术的研究试图揭示大脑中特定语言过程发生的位置。心理语言学中有许多悬而未决的问题，比如人类使用语法的能力是基于天生的心理结构还是来自于与他人的互动，以及一些动物是否可以学习人类语言的语法。
心理语言学的另外两个主要分支研究第一语言习得，即婴儿习得语言的过程，和第二语言习得。此外，成年人学习第二语言比婴儿学习第一语言要困难得多(双语婴儿能够轻松地学习两种母语)。因此，可能存在一些敏感时期，在此期间，语言可以很容易地学会。许多心理语言学的研究都集中在这种能力是如何随着时间的推移而发展和减弱的。一个人知道的语言越多，学得就越容易，这似乎也是事实。
失语症研究的是由脑损伤引起的语言缺陷。失语症的研究不仅可以为失语症患者提供先进的治疗方法，还可以进一步了解大脑如何处理语言。

## 延伸閱讀
A short list of books that deal with psycholinguistics, written in language accessible to the non-expert, includes:
- Belyanin V.P (Белянин, Валерий Павлович). Foundations of Psycholinguistic Diagnostics (Models of the World). Moscow, 2000 (in Russian)
- Chomsky, Noam. (2000) New Horizons in the Study of Language and Mind. Cambridge: Cambridge University Press.
- Harley, Trevor. (2008) The Psychology of Language: From data to theory (3rd. ed.) Hove: Psychology Press.
- Harley, Trevor. (2009)  Talking the talk: Language, psychology and science. Hove: Psychology Press.
- Lakoff, George. (1987) Women, fire, and dangerous things: what categories reveal about the mind. Chicago: University of Chicago Press.
- Menn, Lise. (2016). Psycholinguistics: Introduction and Applications, 2nd ed. San Diego: Plural Publishing, Inc.
- Piattelli-Palmarini, Massimo. (ed.) (1980) Language and learning: the debate between Jean Piaget and Noam Chomsky. Cambridge, Mass.: Harvard University Press.
- Pinker, Steven. (1994) The Language Instinct. New York: William Morrow.
- Rayner, K. and Pollatsek, A. (1989) The Psychology of Reading.  New York:Prentice Hall.
- Steinberg, Danny D., Hiroshi Nagata, and David P. Aline, ed. (2001) Psycholinguistics: Language, Mind and World （页面存档备份，存于）, 2nd ed. Longman
- Aitchison, Jean. (1998). The Articulate Mammal: An Introduction to Psycholinguistics. Routledge.
- Scovel, Thomas. (1998). Psycholinguistics. Oxford University Press.

## 外部連結
- 中的“心理语言学”